# 牛铃之声
《牛铃之声》（韩语： Wonang Sori；英文片名 Old Partner 《老伙计》）是一部2008年的韩国纪录片，由李忠烈执导。影片讲述了韩国庆尚北道奉化郡一位八旬老农与他40岁老黄牛相伴30多年的故事，被媒体评论为“在冷冬里看见绿色的温暖胶片”。这部成本8500万韩元的纪录片在2009年韩国国產电影票房排名第八名，观影人次296万，票房收入192亿韩元，成为当时韩国电影史上最卖座的纪录片，开创韩国独立人电影和纪录片电影新纪元。
该片2008年10月在第13届釜山电影节获得最佳纪录片奖。该片导演李忠烈2009年2月在第45届百想艺术大奖电影单元获最佳新人导演奖，成为首位获得此殊荣的韩国独立电影人。

## 剧情
崔元均和李三顺是一对生活在韩国庆尚北道奉化郡的农民夫妇。崔元均小时候因针灸事故落下腿部残疾。多亏家中后来买来的黄牛帮助，他得以下地种田，后娶妻生子。在黄牛的辛勤耕作下，他和妻子先后将9个儿女带大成人。崔元均对老黄牛也很感激，每天为它割草。为了给老黄牛留饲料，他从不肯在田里撒除草剂或杀虫剂。崔元均如今已是八旬高龄，相伴他30余年的黄牛也40岁了，但他每日依然牵着老黄牛在田间耕作。年迈的崔元均和老黄牛都出现了健康状况。兽医说老黄牛最多只能再活1年，但崔元均并不肯相信。他的妻子李三顺劝他为了健康不要再去田里工作，但他却听不进去。李三顺只好将儿女们叫到家中一起劝崔元均把老黄牛卖掉，迫使老伴不再去田里作农活。迫于家人的压力，崔元均将老黄牛牵到市场上去卖，但他却报出天价，故意没将老黄牛卖出。在他看来，陪伴他30余年的老黄牛是有灵性的，可以在他睡着的时候把他拉回家。2008年冬，老黄牛在崔元均家里老死。老两口将它像家人一样入土安葬。

## 制作
影片导演李忠烈原本是导演兼编剧的PD。他父亲曾通过养牛供他读完大学。1998年，亚洲金融危机的时代背景让他产生制作以父亲为主题的影片，以表对父亲的感恩之情。他原本计划用1到2年时间制作完毕，但实际上光寻找合适的牛和主人公就花费了4年。2004年底，拍摄工作才步入正轨。由于老黄牛已经非常老了，剧组原本估计老黄牛活不过6个月，但它却活了3年。剧组也因此连续追拍了3年。影片在制作之初并无任何商业电影的目的，纪录片制作好后，李忠烈原本想卖给电视台，但却被电影制作人高永才买走了版权。公映后，影片却获得了意外成功。

## 后续
《牛铃之声》在韩获得成功后，韩国庆尚北道奉化郡在崔元均的家附近修建了个主题公园。2013年夏，崔元均去世，安葬于老黄牛墓地旁边。6年后李三顺去世，与崔元均和老黄牛葬在了一起。

## 所获奖项
- 2008年釜山国际电影节最佳纪录片奖[8]
- 2009年圣丹斯电影节世界纪录片提名[8]
- 2009年第45届百想艺术大奖电影单元最佳新人导演奖[11]
- 2009年意大利环保电影节（英语：Italian Environmental Film Festival）国际纪录片奖[14]

## 外部连接
- 官方网站 （韓語）
- 互联网电影数据库（IMDb）上《牛铃之声》的资料（英文）
- 《牛铃之声》在HanCinema的页面（英文）